# Cantón de Hédé
El cantón de Hédé era una división administrativa francesa, que estaba situada en el departamento de Ille y Vilaine y la región de Bretaña.

## Composición
El cantón estaba formado por diez comunas:
- Dingé
- Guipel
- Hédé-Bazouges
- La Mézière
- Langouet
- Lanrigan
- Québriac
- Saint-Gondran
- Saint-Symphorien
- Vignoc

## Supresión del cantón de Hédé
En aplicación del Decreto nº 2014-177 de 18 de febrero de 2014, el cantón de Hédé fue suprimido el 22 de marzo de 2015 y sus 10 comunas pasaron a formar parte; siete del nuevo cantón de Melesse y tres del nuevo cantón de Combourg.